# Zeilen op de Olympische Zomerspelen 2004
Zeilen is een van de sporten die beoefend werden tijdens de Olympische Zomerspelen 2004 in Athene. De zeilwedstrijden vonden plaats in het Agios Kosmas Olympic Sailing Centre.
Er werd in elf zeilklassen om de medailles werd gestreden, vier voor mannen, vier voor vrouwen en drie open klassen. In vergelijking met de Spelen van 2000 was de Yngling klasse bij de vrouwen toegevoegd, was de Star klasse dit jaar alleen voor de mannen en was de Soling bij de open klassen vervallen.
Voor zowel België als Nederland werden er geen medailles gewonnen bij het zeilen.

## Mannen

### Mistral One Design
| rang   | sporter               | land             |
| ------ | --------------------- | ---------------- |
| Goud   | Gal Fridman           | Israël           |
| Zilver | Nikolaos Kaklamanakis | Griekenland      |
| Brons  | Nick Dempsey          | Groot-Brittannië |
| 20e    | Joeri van Dijk        | Nederland        |

### Finn klasse
| rang   | sporter               | land             |
| ------ | --------------------- | ---------------- |
| Goud   | Ben Ainslie           | Groot-Brittannië |
| Zilver | Rafael Trojillo       | Spanje           |
| Brons  | Mateusz Kusznierewicz | Polen            |
| 7e     | Sébastien Godefroid   | België           |
| 19e    | Jaap Zielhuis         | Nederland        |

### 470 klasse
| rang   | sporter                      | land             |
| ------ | ---------------------------- | ---------------- |
| Goud   | Paul Foerster/Kevin Burnham  | Verenigde Staten |
| Zilver | Nick Rogers/Joe Glanfield    | Groot-Brittannië |
| Brons  | Kazuto Seki/Kenjiro Todoroki | Japan            |
| 6e     | Sven Coster / Kalle Coster   | Nederland        |

### Star klasse
| rang   | sporter                           | land      |
| ------ | --------------------------------- | --------- |
| Goud   | Marcelo Ferreira/Torben Grael     | Brazilië  |
| Zilver | Ross MacDonald/Mike Wolfs         | Canada    |
| Brons  | Pascal Rambeau/Xavier Rohart      | Frankrijk |
| 14e    | Mark Neeleman / Peter van Niekerk | Nederland |

## Vrouwen

### Mistral One Design
| rang   | sporter            | land      |
| ------ | ------------------ | --------- |
| Goud   | Faustine Merret    | Frankrijk |
| Zilver | Yin Jian           | China     |
| Brons  | Alessandra Sensini | Italië    |
| 18e    | Sigrid Rondelez    | België    |

### Europe klasse
| rang   | sporter          | land       |
| ------ | ---------------- | ---------- |
| Goud   | Siren Sundby     | Noorwegen  |
| Zilver | Lenka Smidova    | Tsjechië   |
| Brons  | Signe Livbjerg   | Denemarken |
| 15e    | Min Dezillie     | België     |
| 19e    | Carolijn Brouwer | Nederland  |

### 470 klasse
| rang   | sporter                               | land        |
| ------ | ------------------------------------- | ----------- |
| Goud   | Sofia Bekatorou/Aimilia Tsoulfa       | Griekenland |
| Zilver | Natalia Via Dufresne/Sandra Azon      | Spanje      |
| Brons  | Therese Torgersson/Vendela Zachrisson | Zweden      |
| 9e     | Lisa Westerhof / Margriet Matthijsse  | Nederland   |

### Yngling klasse
| rang   | sporter                                             | land             |
| ------ | --------------------------------------------------- | ---------------- |
| Goud   | Shirley Robertson/Sarah Webb/Sarah Ayton            | Groot-Brittannië |
| Zilver | Roeslana Taran/Hanna Kalinina/Svitlana Matevoesjeva | Oekraïne         |
| Brons  | Dorte Jensen/Helle Jespersen/Christina Otzen        | Denemarken       |
| 4e     | Annelies Thies / Annemieke Bes / Petronella de Jong | Nederland        |

## Open Klassen

### Laser klasse
| rang   | sporter           | land       |
| ------ | ----------------- | ---------- |
| Goud   | Robert Scheidt    | Brazilië   |
| Zilver | Andreas Geritzer  | Oostenrijk |
| Brons  | Vasili Žbogar     | Slovenië   |
| 18e    | Philippe Bergmans | België     |

### 49er-klasse
| rang   | sporter                        | land             |
| ------ | ------------------------------ | ---------------- |
| Goud   | Iker Martínez/Xabier Fernández | Spanje           |
| Zilver | Rodion Loeka/George Leontsjoek | Oekraïne         |
| Brons  | Chris Draper/Simon Hiscocks    | Groot-Brittannië |

### Tornado klasse
| rang   | sporter                            | land             |
| ------ | ---------------------------------- | ---------------- |
| Goud   | Roman Hagara/Hans-Peter Steinacher | Oostenrijk       |
| Zilver | John Lovell/Charlie Ogeltree       | Verenigde Staten |
| Brons  | Santiago Lange/Carlos Espínola     | Argentinië       |
| 5e     | Mitch Booth / Herbert Dercksen     | Nederland        |

## Medaillespiegel
| rang   | land             | goud | zilver | brons | totaal |
| ------ | ---------------- | ---- | ------ | ----- | ------ |
| 1      | Groot-Brittannië | 2    | 1      | 2     | 5      |
| 2      | Brazilië         | 2    | 0      | 0     | 2      |
| 3      | Spanje           | 1    | 2      | 0     | 3      |
| 4      | Griekenland      | 1    | 1      | 0     | 2      |
| 4      | Oostenrijk       | 1    | 1      | 0     | 2      |
| 4      | Verenigde Staten | 1    | 1      | 0     | 2      |
| 7      | Frankrijk        | 1    | 0      | 1     | 2      |
| 8      | Israël           | 1    | 0      | 0     | 1      |
| 8      | Noorwegen        | 1    | 0      | 0     | 1      |
| 10     | Oekraïne         | 0    | 2      | 0     | 2      |
| 11     | Canada           | 0    | 1      | 0     | 1      |
| 11     | China            | 0    | 1      | 0     | 1      |
| 11     | Tsjechië         | 0    | 1      | 0     | 1      |
| 14     | Denemarken       | 0    | 0      | 2     | 2      |
| 15     | Argentinië       | 0    | 0      | 1     | 1      |
| 15     | Italië           | 0    | 0      | 1     | 1      |
| 15     | Japan            | 0    | 0      | 1     | 1      |
| 15     | Polen            | 0    | 0      | 1     | 1      |
| 15     | Slovenië         | 0    | 0      | 1     | 1      |
| 15     | Zweden           | 0    | 0      | 1     | 1      |
| totaal | totaal           | 11   | 11     | 11    | 33     |

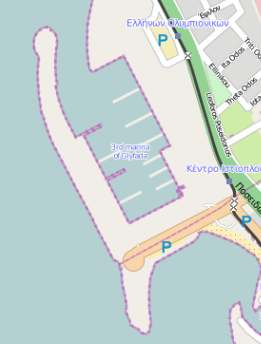
Zeilcentrum
Olympische klassen in 2004

Athene 1896 · 
Parijs 1900 · 
St. Louis 1904 · 
Londen 1908 · 
Stockholm 1912 · 
Antwerpen 1920 · 
Parijs 1924 · 
Amsterdam 1928 · 
Los Angeles 1932 · 
Berlijn 1936 · 
Londen 1948 · 
Helsinki 1952 · 
Melbourne 1956 · 
Rome 1960 · 
Tokio 1964 · 
Mexico-stad 1968 · 
München 1972 · 
Montréal 1976 · 
Moskou 1980 · 
Los Angeles 1984 · 
Seoel 1988 · 
Barcelona 1992 · 
Atlanta 1996 · 
Sydney 2000 · 
Athene 2004 · 
Peking 2008 · 
Londen 2012 · 
Rio de Janeiro 2016 · 
Tokio 2020 · 
Parijs 2024 · 
Los Angeles 2028

Medaillewinnaars
Atletiek · Badminton · Basketbal · Boksen · Boogschieten · Gewichtheffen · Gymnastiek · Handbal · Hockey · Honkbal · Judo · Kanovaren · Moderne vijfkamp · Paardensport · Roeien · Schermen · Schietsport · Schoonspringen · Softbal · Synchroonzwemmen · Taekwondo · Tafeltennis · Tennis · Triatlon · Voetbal · Volleybal · Waterpolo · Wielersport · Worstelen · Zeilen · Zwemmen